# کافکا ۳۴۱۲
سیارک ۳۴۱۲ (به انگلیسی: 3412 Kafka، نامگذاری:1983AU2) سه هزار و چهارصد و دوازدهمین سیارک کشف شده‌است که در ۱۰ ژانویه ۱۹۸۳ کشف شد.
قدر مطلق سیارک برابر ۱۳٫۳۰ است.